# James Ogilvy, 4. Earl of Findlater
James Ogilvy, 4. Earl of Findlater, 1. Earl of Seafield (* 11. Juli 1663; † 19. August 1730) war ein schottischer Politiker und Lordkanzler von Schottland.

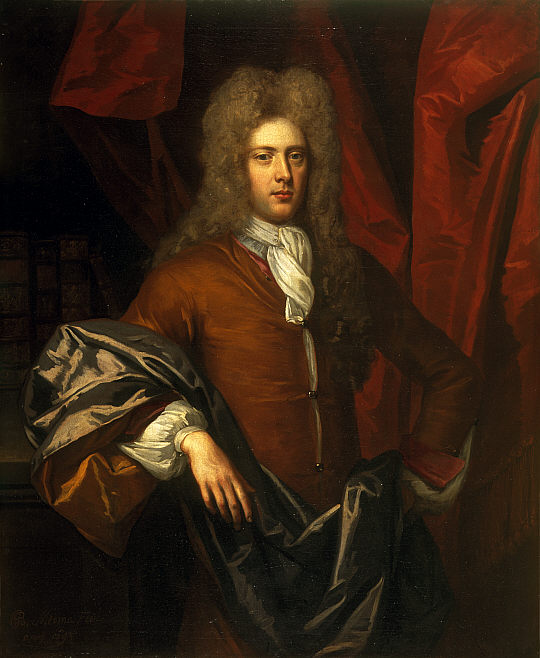
James Ogilvy, Lord Ogilvy (1695)

## Leben
Er gehörte dem Clan Ogilvy an und war der zweitgeborene Sohn des James Ogilvy, 3. Earl of Findlater und der Lady Anne Montgomerie, Tochter des Hugh Montgomerie, 7. Earl of Eglinton. Seit sein älterer Bruder Walter im Mai 1669 gestorben war, führte er als Heir apparent seines Vaters den Höflichkeitstitel Lord Ogilvy.
Um 1685 praktizierte er als Solicitor. Von 1689 bis 1695 war er als Abgeordneter für das Borough Cullen in Moray Mitglied des Parlaments von Schottland. 1695 wurde er zum Knight Bachelor geschlagen. Von 1696 bis 1702 und 1704 bis 1710 hatte er das Amt eines schottischen Secretary of State inne. 1698 wurde er als Fellow in die Royal Society aufgenommen. Am 24. Juni 1698 wurde er als Viscount of Seafield und Lord Ogilvy of Cullen zum erblichen Peer erhoben und dadurch erneut Mitglied des Parlaments von Schottland. Im selben Jahr wurde er schottischer Parlamentspräsident. 1700, 1703, 1724 und 1727 hatte er auch das Amt des Lord High Commissioner to the General Assembly of the Church of Scotland inne.
Am 24. Juni 1701 wurde er zudem zum Earl of Seafield, Viscount of Reidhaven und Lord Ogilvy of Deskford and Cullen erhoben.
Er wurde zweimal zum Lordkanzler von Schottland berufen, das erste Mal von 1702 bis 1704 und dann erneut ab 1705 bis 1707. Als 1707 durch den Act of Union 1707 die Königreiche Schottland und England zum Königreich Großbritannien vereinigt wurden, erlosch das Amt des schottischen Lordkanzlers und wurde das schottische Parlament aufgelöst. Daraufhin war er von 1707 bis 1710, von 1712 bis 1715 und von 1722 bis 1730 als schottischer Representative Peer Mitglied des neuen britischen House of Lords.
Am 7. Februar 1704 war er als Knight Companion in den Distelorden aufgenommen worden. Von 1707 bis 1714 und von 1723 bis 1730 war er Mitglied des Kronrates für Schottland (Privy Council). Von 1708 bis 1710 hatte er das Amt des Lord Chief Baron of the Exchequer für Schottland und von 1713 bis 1714 das des Siegelbewahrers von Schottland (Keeper of the Great Seal of Scotland) inne.
Als 1711 sein Vater starb, erbte er auch dessen Titel als 4. Earl of Findlater und 5. Lord Ogilvy of Deskford.

## Ehe und Nachkommen
1687 heiratete er Anne Dunbar (um 1672–1708), eine Tochter des Sir William Dunbar, 1. Baronet († um 1710). Mit ihr hatte er fünf Kinder:
- James Ogilvy, 5. Earl of Findlater, 2. Earl of Seafield (um 1689–1764);
- Hon. George Ogilvy (um 1690–1732);
- Lady Elizabeth Ogilvy (um 1692–1778), ⚭ 1710 Charles Maitland, 6. Earl of Lauderdale;
- Lady Janet Ogilvy (* um 1695–1720), ⚭ (1) 1716 Hugh Forbes of Craigievar, ⚭ (2) 1719 William Duff, 1. Earl Fife;
- Hon. William Ogilvy (* 1699), starb jung.

Als er 1730 starb, erbte sein ältester Sohn James seine Adelstitel.